# Лоренц-Парк (Нью-Йорк)
Лоренц-Парк (англ. Lorenz Park) — переписна місцевість (CDP) в США, в окрузі Колумбія штату Нью-Йорк. Населення — 2001 особа (2020).

## Географія
Лоренц-Парк розташований за координатами 42°16′10″ пн. ш. 73°46′34″ зх. д. / 42.26944° пн. ш. 73.77611° зх. д. (42.269481, -73.776192).  За даними Бюро перепису населення США в 2010 році переписна місцевість мала площу 5,04 км², з яких 4,62 км² — суходіл та 0,42 км² — водойми.

## Демографія
Згідно з переписом 2010 року, у переписній місцевості мешкали 2053 особи в 918 домогосподарствах у складі 561 родини. Густота населення становила 407 осіб/км².  Було 980 помешкань (194/км²).
Расовий склад населення:
| - 82,2 % — білих - 9,7 % — чорних або афроамериканців - 2,6 % — азіатів - 0,1 % — корінних американців - 1,9 % — осіб інших рас |

До двох чи більше рас належало 3,5 %. Частка іспаномовних становила 5,2 % від усіх жителів.
За віковим діапазоном населення розподілялося таким чином: 18,7 % — особи молодші 18 років, 58,9 % — особи у віці 18—64 років, 22,4 % — особи у віці 65 років та старші. Медіана віку мешканця становила 45,6 року. На 100 осіб жіночої статі у переписній місцевості припадало 93,0 чоловіків;  на 100 жінок у віці від 18 років та старших — 85,9 чоловіків також старших 18 років.
Середній дохід на одне домашнє господарство  становив 64 518 доларів США (медіана — 54 583), а середній дохід на одну сім'ю — 77 028 доларів (медіана — 65 037). Медіана доходів становила 50 104 долари для чоловіків та 38 818 доларів для жінок. За межею бідності перебувало 13,1 % осіб, у тому числі 8,7 % дітей у віці до 18 років та 12,7 % осіб у віці 65 років та старших.
Цивільне працевлаштоване населення становило 1067 осіб. Основні галузі зайнятості: освіта, охорона здоров'я та соціальна допомога — 29,3 %, публічна адміністрація — 20,0 %, мистецтво, розваги та відпочинок — 9,4 %, роздрібна торгівля — 9,2 %.